# 梅崎春生
梅崎 春生（うめざき はるお、1915年〈大正4年〉2月15日 - 1965年〈昭和40年〉7月19日）は、日本の小説家/随筆家。
海軍体験を基にした『桜島』の成功で第一次戦後派の代表的存在となった。戦争物のほか、人間心理の暗闘を戯画的に描いた市井事物でも評判を呼び、作家としての地位を確立。「第三の新人」の先駆とも目されたが、やがて心身不調となり、『幻化』を遺して没した。

## 来歴・人物

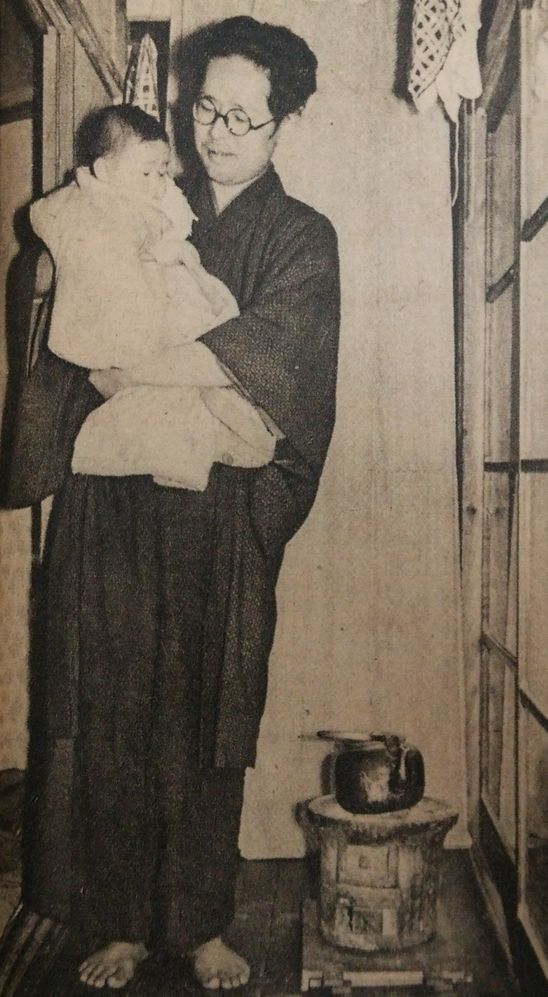
1948年

福岡市簀子町生まれ（現中央区大手門）。父親の建吉郎は佐賀県出身で陸軍士官学校を卒業した軍人であり、海軍大将百武源吾とも旧制佐賀中学の同窓。父の福岡配属時に春生が生まれた。祖父梅崎長明の弟梅崎綱吉は、佐賀で相場師として活躍し名を馳せた。1932年（昭和7年）福岡県中学修猷館、1936年第五高等学校文科甲類を経て、東京帝国大学文学部国文科に入学。同人誌『寄港地』を発行する。在学中、『早稲田文学』に「風宴」を発表。1940年3月卒業後、東京市教育局教育研究所に雇員として勤務する。徴兵を受け、鹿児島県で暗号兵として敗戦を迎える。この時の体験がのちの作品に反映されているが、配属された坊津町の特別攻撃隊などについては生涯一切語ることはなかった（詳細については外部リンク参照）。
戦後、江口榛一の『素直』編集部に勤め、同誌に「桜島」を発表。新進作家として注目される。1950年（昭和25年）「黒い花」、1951年（昭和26年）「零子」、1953年（昭和28年）「拐帯者」がそれぞれ直木賞候補となり、「ボロ家の春秋」（『新潮』1954年（昭和29年）8月号）で第32回直木賞（1954年・下半期）を受賞。第32回直木賞は、佐賀出身の戸川幸夫と合わせ、佐賀の血を引く作家が同時受賞した。同年「砂時計」（『群像』1954年8月－1955年7月）で第2回新潮社文学賞受賞。1964年「狂ひ凧」で芸術選奨文部大臣賞受賞。翌1965年に『新潮』6月号で「幻化」前篇を発表した一か月後の7月19日、肝硬変により東京大学医学部附属病院で急死した（度々の深酒癖が原因だった）。50歳没。「幻化」で毎日出版文化賞受賞。戒名は春秋院幻花転生愛恵居士（武田泰淳の撰）。告別式は、練馬区豊玉の自宅で行われた。
文学史上では第一次戦後派作家のうちの一人とされている。

## 主な作品
- 「桜島」（『素直』、1946年9月）：鹿児島県坊津町などが作品の舞台。
- 「ボロ家の春秋」（『新潮』、1954年8月）
- 「砂時計」（『群像』、1954年8月 - 1955年7月）
- 「狂ひ凧」（『群像』、1963年1月－5月）
- 「幻化」[7]（『新潮』、1965年6月－8月）：絶筆。後編は死後発表された。

## 著書
- 『桜島』大地書房 1947 のち「桜島・日の果て」新潮文庫 改版2008
- 『飢ゑの季節』大日本雄弁会講談社・新鋭文学選書 1948
- 『B島風物誌』河出書房 1948
- 『日の果て』思索社 1948 のち「日の果て・ルネタの市民兵」角川文庫
- 『ルネタの市民兵』月曜書房 1949
- 『限りなき舞踏』小山書店 1950
- 『黒い花』月曜書房 1950
- 『紫陽花』河出新書 1955
- 『砂時計』大日本雄弁会講談社 1955
- 『山名の場合』山田書店 1955
- 『ボロ家の春秋』新潮社 1955　のち角川文庫、旺文社文庫
  - 新編『ボロ家の春秋』講談社文芸文庫、中公文庫 2021
- 『南風』河出新書 1955
- 『春日尾行』近代生活新書 1955
- 『春の月』三笠新書 1956
- 『風ひかる』大日本雄弁会講談社 1957
- 『つむじ風』角川書店 1957 のち潮文庫、小学館
- 『馬のあくび』現代社 1957
- 『侵入者』角川小説新書 1957
- 『逆転息子』講談社 1958
- 『人も歩けば』中央公論社 1959
- 『拐帯者』光書房 1959
- 『てんしるちしる』講談社 1962
- 『狂ひ凧』講談社 1963 のち新編・講談社文芸文庫、「桜島・狂い凧」小学館
- 『幻化』新潮社 1965 のち新潮文庫、福武書店、新編・講談社文芸文庫
- 『梅崎春生全集』全7巻 新潮社 1966-67
- 『梅崎春生随筆集』五月書房 1974
- 『ウスバカ談義』番町書房 1974 のち旺文社文庫、ちくま文庫 2024 荻原魚雷解説
- 『梅崎春生兵隊名作選』全2冊 光人社 1978
- 『梅崎春生全集』全8巻 沖積舎 1984-1988
- 『梅崎春生作品集』全3巻 沖積舎 2003-2004
- 『幻燈の街』木鶏書房 2014

1952年に中国新聞、信濃毎日新聞などで連載されたが未出版の上、全集にも収録されなかった。
- 『悪酒の時代 猫のことなど　梅崎春生随筆集』講談社文芸文庫 2015
- 『怠惰の美徳』中公文庫 2018 荻原魚雷編
- 『カロや 愛猫作品集』中公文庫 2022 荻原魚雷編
- 『十一郎会事件　梅崎春生ミステリ短篇集』中公文庫 2024 池上冬樹解説
- 『桜島・狂い凧 ほか』中公文庫 2025 兵隊小説集：真鍋元之・日和聡子解説
- 『日の果て・幻化』中公文庫 2025 兵隊小説集：真鍋元之・平山周吉解説

## 関連人物
知人・友人など
- 遠藤周作
- 霜多正次
- 八匠衆一